# Абражеевка
Абраже́евка — село в Черниговском районе Приморского края. Входит в состав Снегуровского сельского поселения.

## География
Село расположено на автодороге, отходящей (между Ляличи и Сибирцево) на восток от трассы «Уссури» (до перекрёстка около 5 км), на левом берегу реки Снегуровка.

## История
Основано в 1890 году переселенцами из села Ображиевка Новгород-Северского уезда Черниговской губернии.

## Население
| 1896 | 1900 | 1912 | 1915 | 2002 | 2008 | 2010 |
| ---- | ---- | ---- | ---- | ---- | ---- | ---- |
| 668  | ↘304 | ↗668 | ↗744 | ↘298 | ↘211 | ↗234 |

## Улицы
| - ул. Верхняя, - ул. Клубная, - ул. Кузнечная, - ул. Полтавская, | - ул. Почтовая, - ул. Советская, - ул. Центральная, - пер. Центральный. |